# Довжинець
Довжине́ць — річка в Українських Карпатах, у межах Надвірнянського району Івано-Франківської області. Права притока Бистриці Надвірнянської (басейн Дністра). 

## Опис
Довжина 13 км, площа басейну 47 км². Похил річки 36 м/км. Річка гірського типу. Долина вузька і глибока, в середній та верхній течії заліснена. Річище слабозвивисте (в пониззі більш звивисте), дно кам'янисте, з численними перекатами. 

## Розташування
Довжинець бере початок на захід від перевалу Столи, при північно-східних схилах хребта Довга — Плоска (масив Ґорґани). Тече переважно на північний захід (у пониззі — місцями на північ). Впадає до Бистриці Надвірнянської неподалік від центральної частини села Бистриця. 